# Papilio oenomaus
Papilio oenomaus là một loài bướm ngày thuộc họ Papilionidae. Nó được tìm thấy ở Timor and surrounding islands.
Sải cánh dài 120–130 mm.

## Phụ loài
- Papilio oenomaus oenomaus (Timor, Leti, Moa, Kissar, Romang Islands)
- Papilio oenomaus subfasciatus Rothschild, 1895 (Wetar)

## Hình ảnh

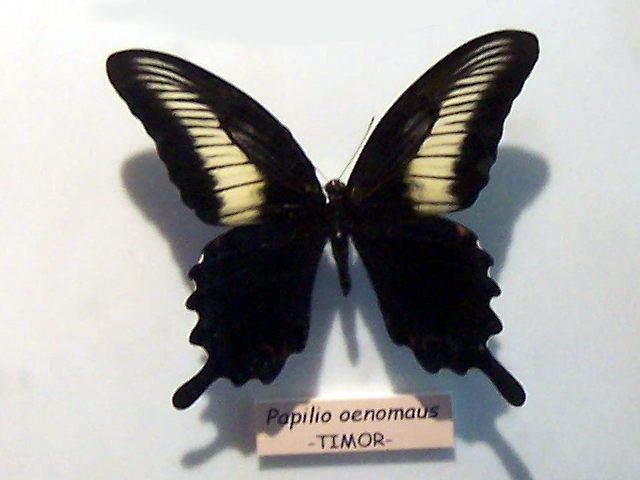
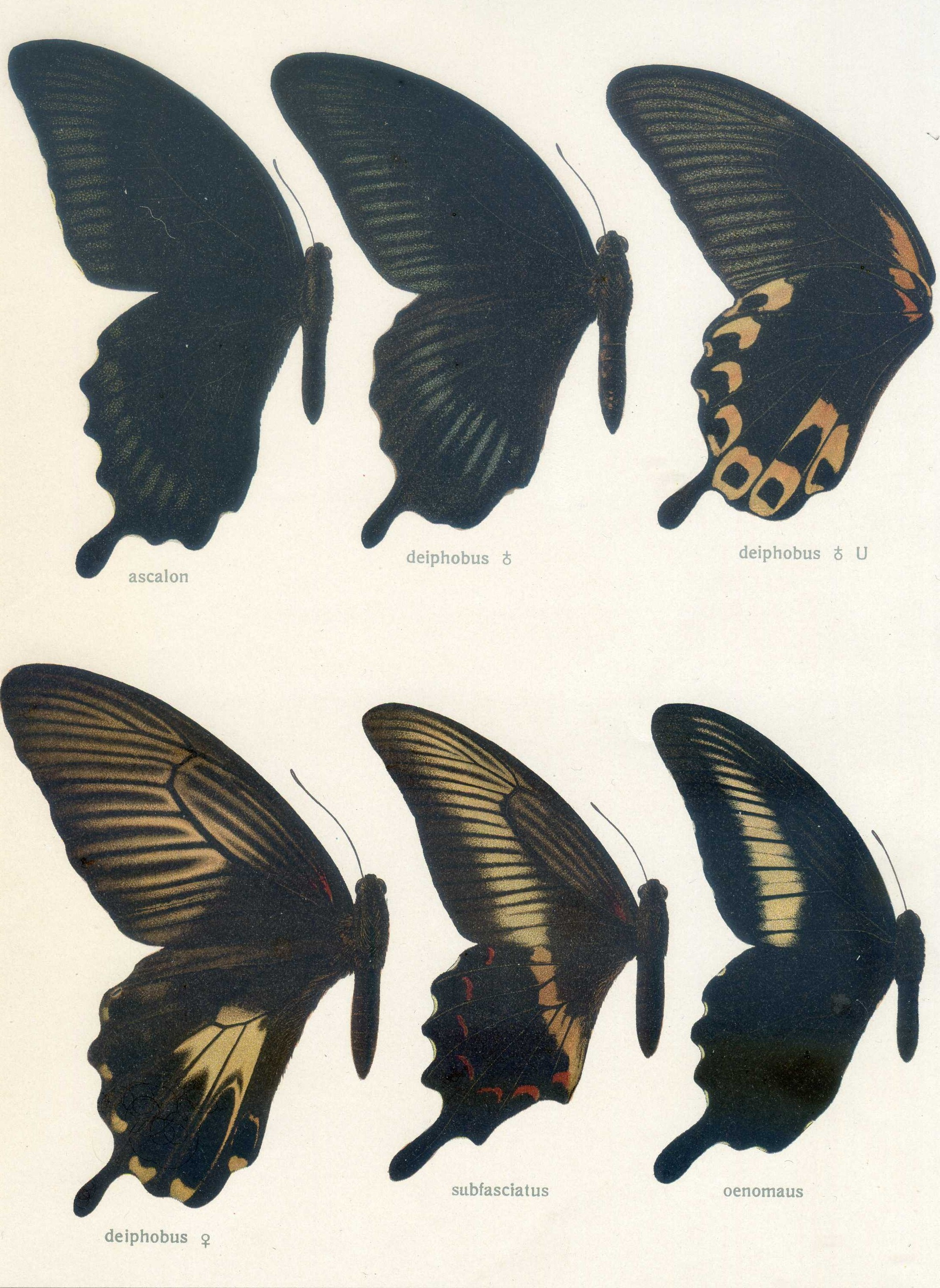